# Sofietoppen
Sofietoppen (norwegisch) ist ein Berg im ostantarktischen Königin-Maud-Land. In der Gjelsvikfjella ragt er südöstlich der Nonshøgda auf.
Wissenschaftler des Norwegischen Polarinstituts benannten ihn 2007 nach der Hauptfigur aus dem Roman Sofies verden des norwegischen Schriftstellers Jostein Gaarder aus dem Jahr 1991.